# LGALS8
LGALS8 (англ. Galectin 8) – білок, який кодується однойменним геном, розташованим у людей на короткому плечі 1-ї хромосоми.  Довжина поліпептидного ланцюга білка становить 317 амінокислот, а молекулярна маса — 35 808.
| 10         |  | 20         |  | 30         |  | 40         |  | 50         |
| ---------- |  | ---------- |  | ---------- |  | ---------- |  | ---------- |
| MMLSLNNLQN |  | IIYNPVIPFV |  | GTIPDQLDPG |  | TLIVIRGHVP |  | SDADRFQVDL |
| QNGSSMKPRA |  | DVAFHFNPRF |  | KRAGCIVCNT |  | LINEKWGREE |  | ITYDTPFKRE |
| KSFEIVIMVL |  | KDKFQVAVNG |  | KHTLLYGHRI |  | GPEKIDTLGI |  | YGKVNIHSIG |
| FSFSSDLQST |  | QASSLELTEI |  | SRENVPKSGT |  | PQLRLPFAAR |  | LNTPMGPGRT |
| VVVKGEVNAN |  | AKSFNVDLLA |  | GKSKDIALHL |  | NPRLNIKAFV |  | RNSFLQESWG |
| EEERNITSFP |  | FSPGMYFEMI |  | IYCDVREFKV |  | AVNGVHSLEY |  | KHRFKELSSI |
| DTLEINGDIH |  | LLEVRSW    |  |            |  |            |  |            |

A: Аланін

C: Цистеїн

D: Аспарагінова кислота

E: Глутамінова кислота

F: Фенілаланін

G: Гліцин

H: Гістидин

I: Ізолейцин

K: Лізин

L: Лейцин

M: Метіонін

N: Аспарагін

P: Пролін

Q: Глутамін

R: Аргінін

S: Серин

T: Треонін

V: Валін

W: Триптофан

Задіяний у таких біологічних процесах як автофагія, поліморфізм. 
Білок має сайт для зв'язування з лектинами. 
Локалізований у цитоплазмі, цитоплазматичних везикулах.